# Dahlgrenius incelebratus
Dahlgrenius incelebratus är en skalbaggsart som först beskrevs av Thérond 1961.  Dahlgrenius incelebratus ingår i släktet Dahlgrenius och familjen stumpbaggar. Inga underarter finns listade i Catalogue of Life.